# 延津県 (遼寧省)
延津県（えんしん-けん）は中華人民共和国遼寧省にかつて存在した県。現在の鉄嶺市一帯に相当する。
遼代に設置され、金代に廃止された。